# متحف بيت ذو الفقار جحيبايوف
متحف بيت ذولفقار جحيبايوف (بالأذرية: (Zülfüqar Hacıbəyovun evi)، هو مبني سكني بني في القرن التاسع عشر في مدينة
شوشا. الواقعة في مقاطعة ميردينلي.

## تاريخ المتحف
المنزل الذي يعيش فيه الملحن الأذربيجاني زولفوقار حجيبايوف أحد مؤسسي مسرح الموسيقي الأكاديمي الحكومي أذربيجاني، فنان مكرم من جمهورية أذربيجان الاشتراكية السوفيتية (1943).
يعتبر متحف بيت ذولفقار جحيبايوف هو أحد الأمثلة المعمارية للقرن التاسع عشر. ويقع المتحف مقابل ميدان ماردينلي في حي مردينلي بمدينة شوشا.
كانت تقع إدارة التعليم في مدينة شوشا في هذا المنزل قبل الاحتلال الأرمني لمدينة شوشا.
دمر الإرهابيون الأرمن متحف بيت ذولفقار جحيبايوف بعد احتلال مدينة شوشا. واكتشفت أنقاض المبنى بعد تحرير المدينة إثناء حرب مرتفعات قرة باغ 2020.